# Chironde
La Chironde (en occitan Chironda) est un ruisseau français, affluent rive gauche du Coly et sous-affluent de la Dordogne par la Vézère.

## Géographie

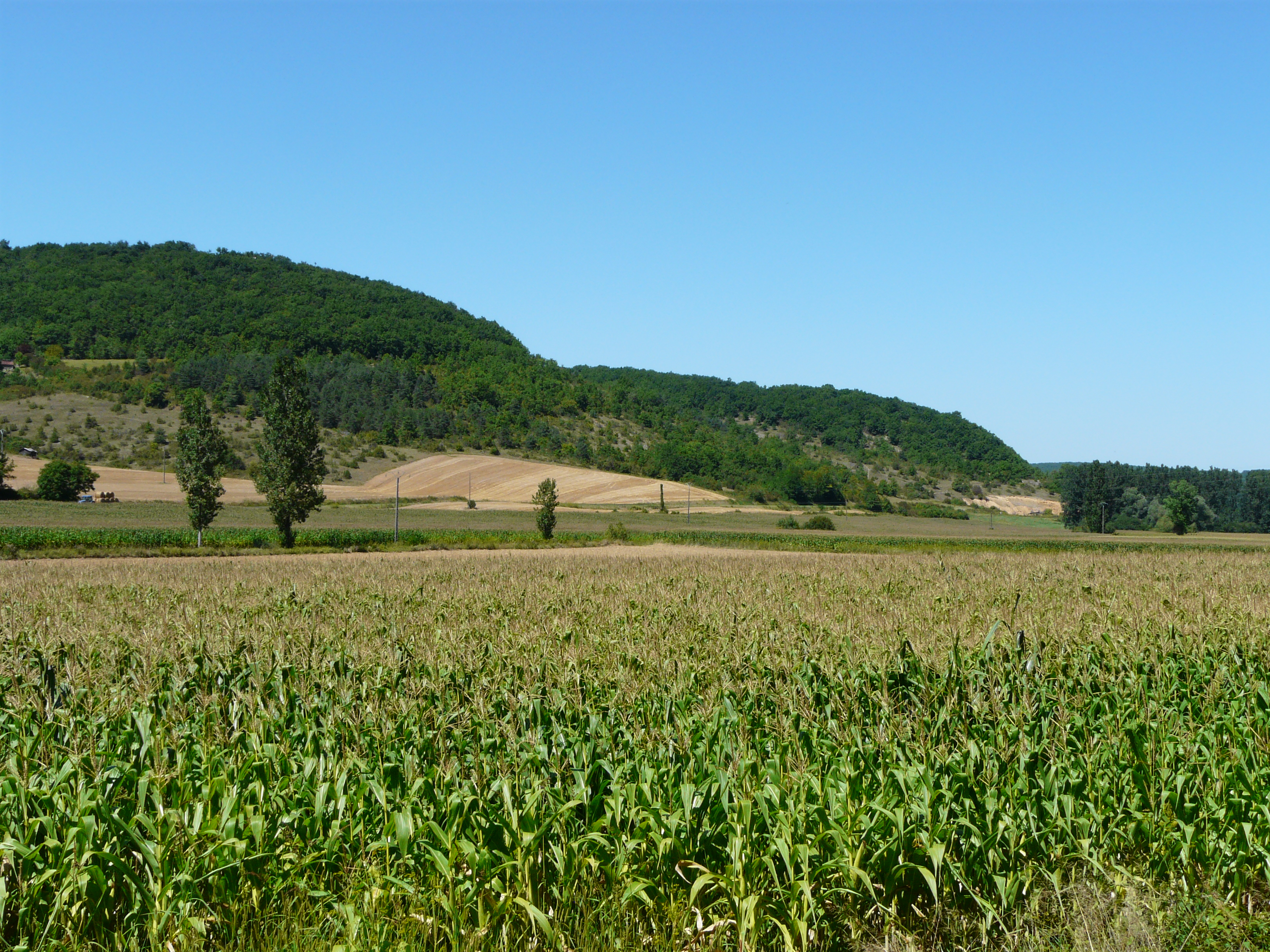
La vallée de la Chironde à Saint-Amand-de-Coly

Elle prend sa source à moins de 250 mètres d'altitude, au nord du lieu-dit le Poujol, sur la commune de Saint-Crépin-et-Carlucet.
Elle passe en bordure orientale du village de Saint-Geniès et rejoint la branche occidentale du Coly, 300 mètres au sud-est du bourg de Coly, à moins de 110 mètres d'altitude.
Elle est longue de 15,4 km.

### Affluents
La Chironde possède six affluents répertoriés par le Sandre parmi lesquels en rive droite le ruisseau de Sireyjol (également appelé l'Hyronde), long de 5,8 km, le Gour, long de 4,6 km, ainsi que le plus long, un ruisseau sans nom de 8,7 km.

### Étymologie
On peut percevoir dans le nom de la Chironde un ancien Car-Onna (l'eau sur les cailloux) comme dans la Garonne, la Céronne et même la Gironde.

### Communes et cantons traversés
À l'intérieur du département de la Dordogne, la Chironde arrose cinq communes réparties sur trois cantons :
- Canton de Salignac-Eyvigues
  - Saint-Crépin-et-Carlucet (source)
  - Saint-Geniès
  - Archignac
- Canton de Montignac
  - Saint-Amand-de-Coly
- Canton de Terrasson-Lavilledieu
  - Coly (confluent).

## Monuments ou sites remarquables à proximité
- À Saint-Geniès, village typique du Périgord noir avec de nombreux toits couverts de lauzes :
  - le château des XIIIe et XVIe siècles,
  - le donjon en ruines du vieux château du XIIe siècle,
  - la chapelle du Cheylat,
  - l'église romane Notre-Dame de l'Assomption.

## Galerie

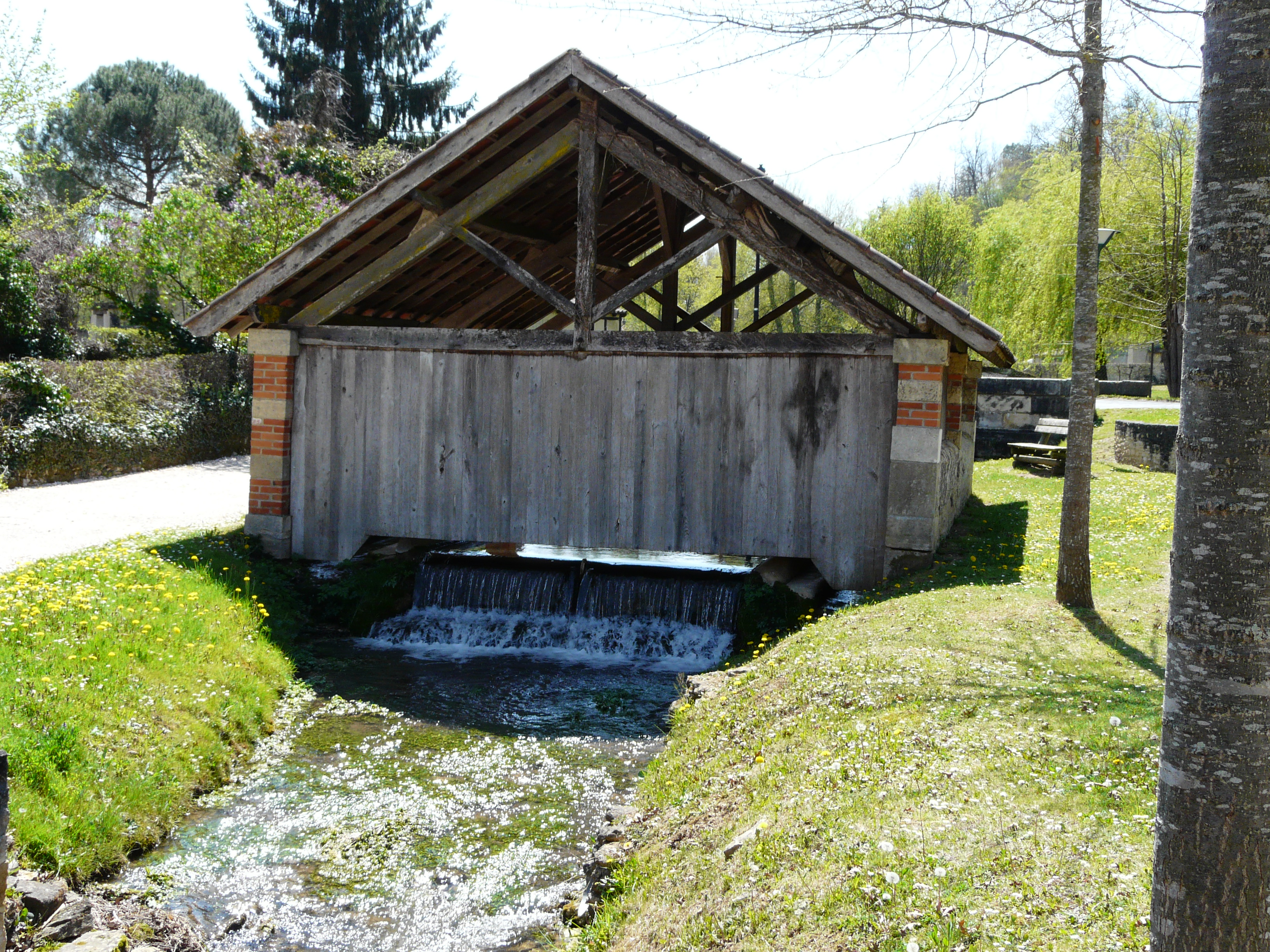
La Chironde au sortir du lavoir de Saint-Geniès
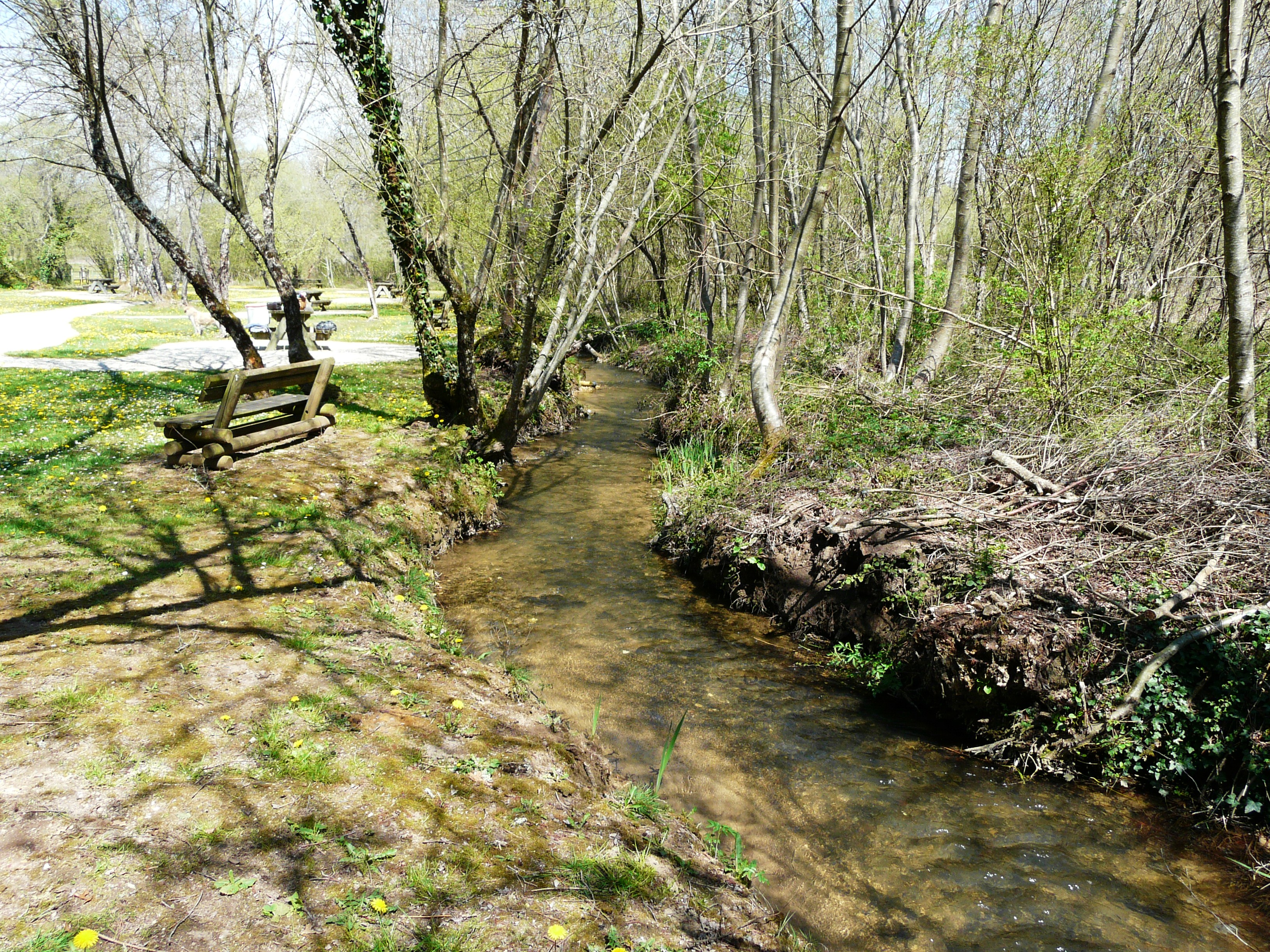
En aval du lavoir de Saint-Geniès
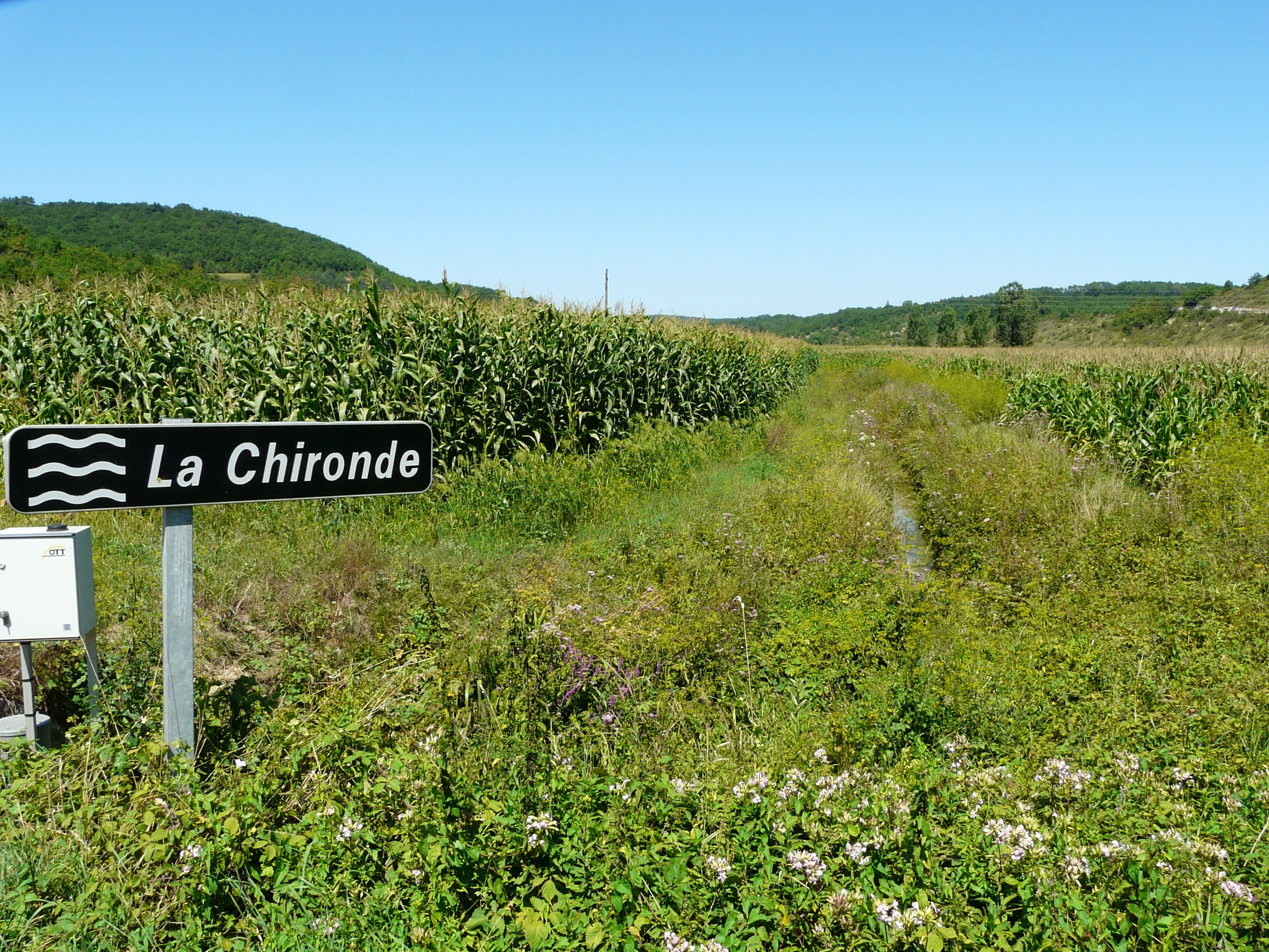
La Chironde, mince filet d'eau en bordure des champs de maïs
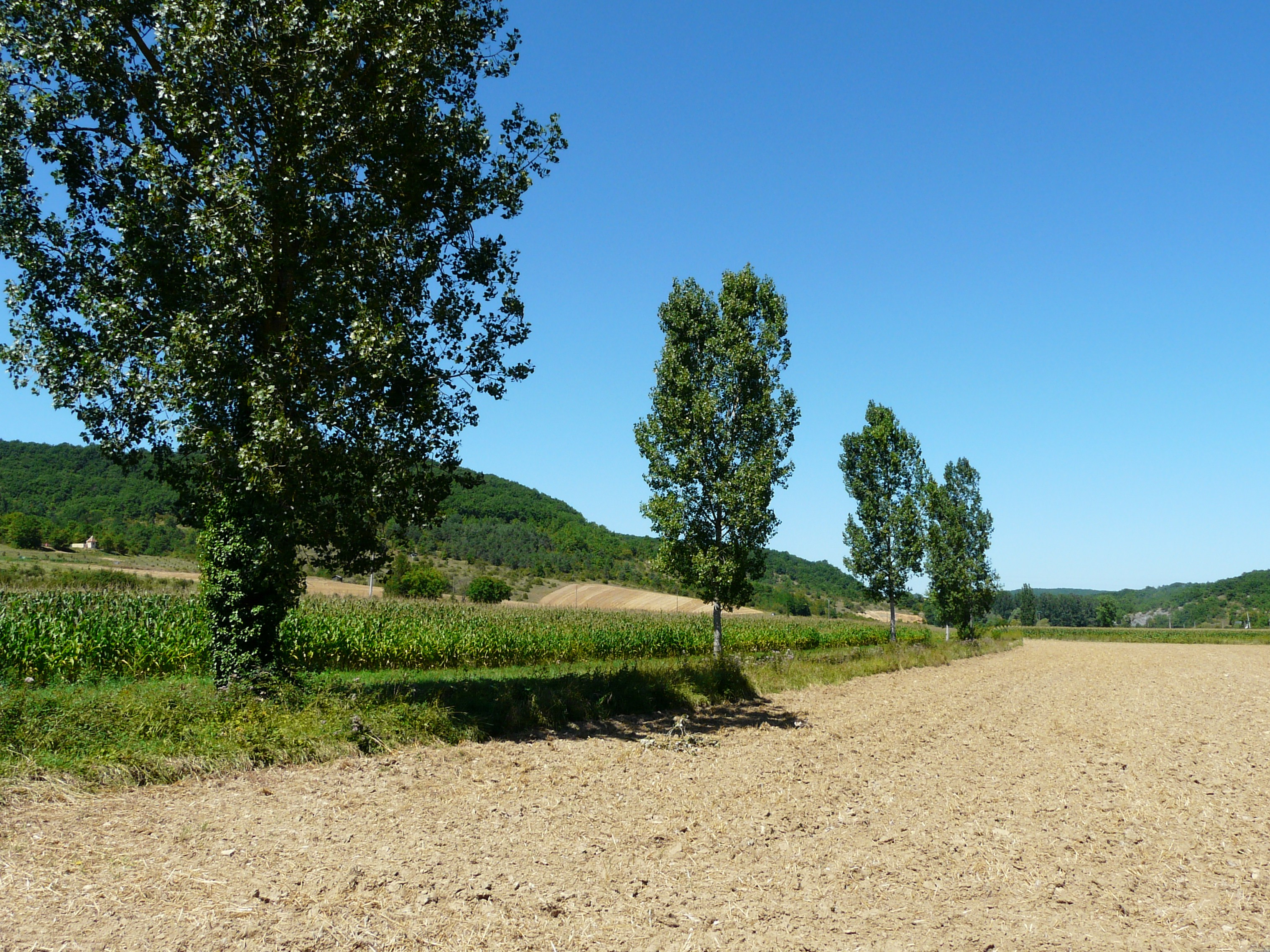
Quelques peupliers indiquent où passe la Chironde